# August Weinsperger
August Weinsperger (* 2. Januar 1891 in Frankfurt am Main; † 21. Mai 1963) war ein hessischer Politiker (LDP) und ehemaliger Abgeordneter des Hessischen Landtags.
August Weinsperger war Malermeister in Frankfurt am Main. Dort trat er 1928 der Freimaurerloge Zur Einigkeit bei. Vom 26. Februar 1946 bis zum 14. Juli 1946 war er für die FDP, die damals in Hessen unter dem Namen LDP auftrat, Mitglied des ernannten Beratenden Landesausschusses.